# Piotr Staniak
Piotr Staniak (ur. 16 maja 1973 w Białymstoku) – pośrednik nieruchomości, muzyk i manager (m.in. Kasa Chorych, JJJBlues).
Gra na skrzypcach elektrycznych. W czasie, gdy był pracownikiem Telewizji Polskiej oddział Białystok, wspólnie z Bogdanem Dudko, zrealizował film dokumentalny pod tytułem „Kasa Chorych znowu w drodze”, „Budka w Białymstoku”, reportaż-dokument o zespole Budka Suflera.
Organizator imprez bluesowych, m.in. „W kręgu bluesa”. Pierwsza edycja odbyła się w 1990 roku w Klubie Rozrywki Krąg. Wystąpili wówczas Dżem i Modern Blues. Kolejne wydanie w parę miesięcy zgromadziło takich wykonawców jak: Martyna Jakubowicz, 48 Godzin.
Imprezy z cyklu „W kręgu bluesa” odbywały się w okresie zawieszenia na kilka lat organizacji festiwalu Jesieni z Bluesem.
Producent i organizator telewizyjnego koncertu dla TVP zespołu „PERFECT”, który odbył się w grudniu 1999 w Białymstoku. Zorganizował pierwszy koncert Kasy Chorych po reaktywacji (jeszcze z Mirkiem Kozłem na perkusji). W maju 2005 przygotował i zaprezentował w białostockich klubach program z utworami zespołu Krzak. Zagrał w 2009 z muzykami z Kasy Chorych i Jurkiem Styczyńskim – Dżem podczas koncertu Jarosław Tioskow-Jerzy Styczyński i przyjaciele w białostockiej „Piwnicy pod Wrażeniem” i klubie „Gwint”.